# Jardín Majorelle

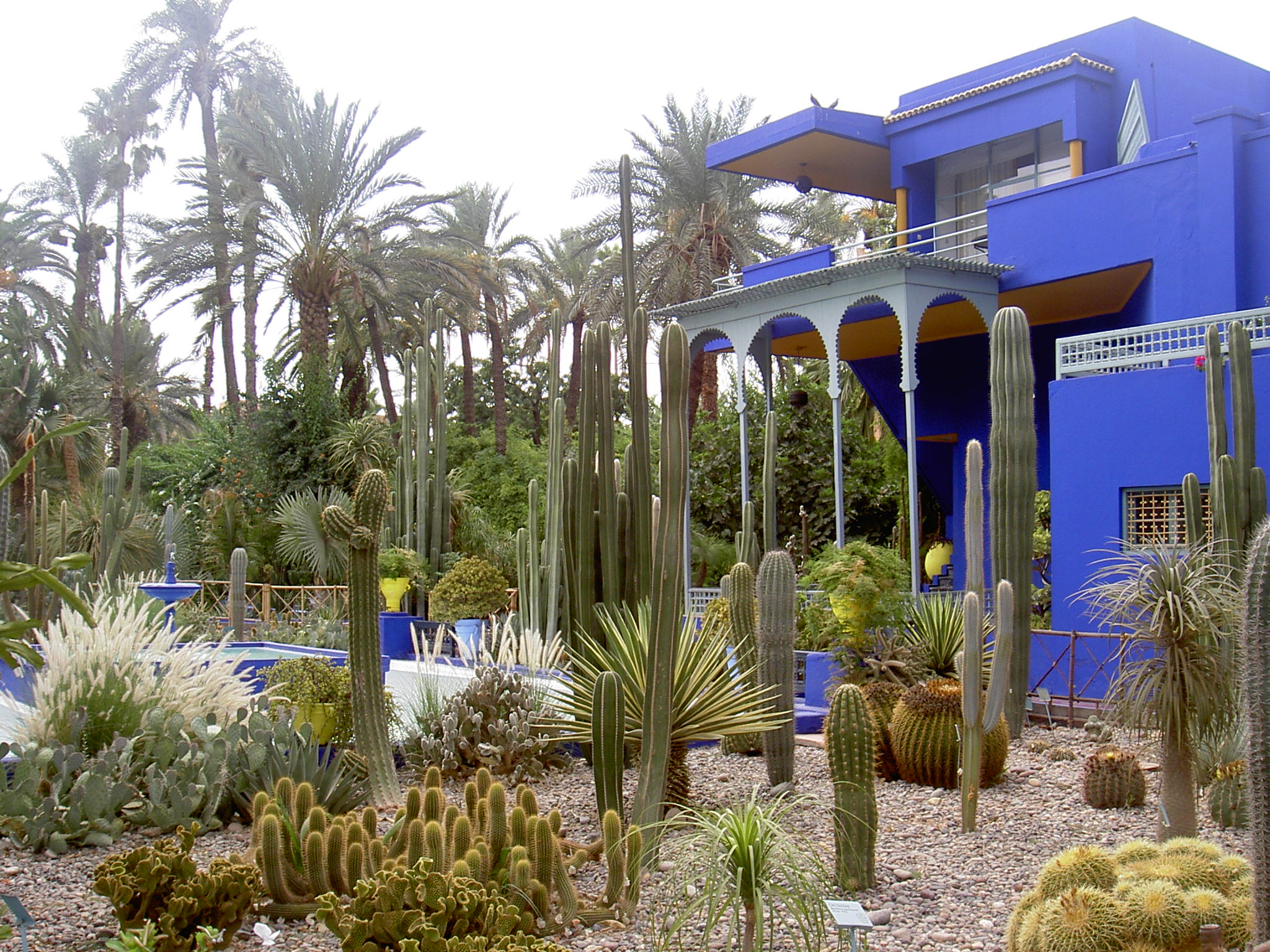
La villa taller en azul Majorelle y los jardines de Majorelle en Marrakech.

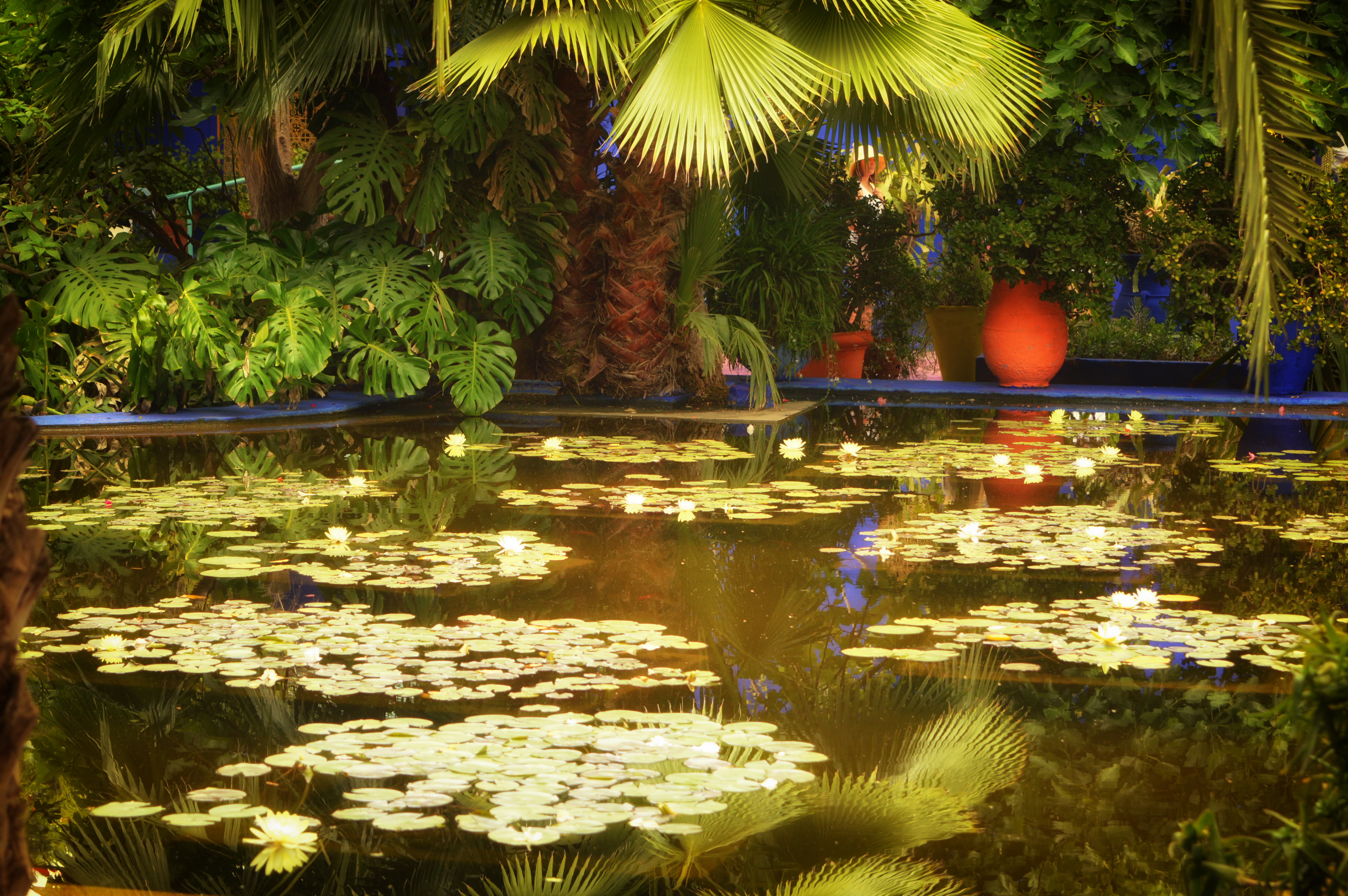

El Jardín Majorelle (en francés : Jardin Majorelle; en bereber ⵓⵔⵜⵉ ⵎⴰⵊⵓⵔⵉⵍ; en árabe: حديقة ماجوريل) es un jardín botánico de Marrakech (Marruecos). Fue diseñado por el artista expatriado francés Jacques Majorelle en 1924, durante el periodo colonial en el cual Marruecos estuvo administrado por Francia. 

## Localización
Jardin Majorelle , Marrakech, Marruecos.
- Teléfono: (00212) 024 3018 52

## Historia

### Jacques Majorelle
En 1919 el pintor francés Jacques Majorelle (1886-1962) (hijo del célebre artista ebanista y diseñador de Art nouveau Louis Majorelle de Nancy) se instala en la medina de Marrakech (en aquel tiempo protectorado francés) del que cae enamorado de las luces, de los colores, de los olores, de los ruidos, de la arquitectura, de los habitantes, del zoco, de la kasbah ... 
En 1922 compra una finca de palmeras en el borde del palmeral de Marrakech donde en 1931, hace construir por el arquitecto Paul Sinoir, su chalet estilo Art déco de una asombrosa modernidad, inspirada en Le Corbusier y en el palacio de la Bahía de Marrakech. Consta de su vivienda principal en el primer piso y el gran taller del artista en el bajo para pintar sus inmensos decorados.
Enamorado de botánica, crea su jardín botánico en torno a su chalet, estructurado alrededor de una larga cuenca central, con varios ambientes, establecida de una vegetación exuberante donde anidan cientos de pájaros. Este jardín es una obra de arte viva en movimiento, compuesto de plantas exóticas y especies raras de las que trajo de sus viajes por todo el mundo: cactus, yucas, nenúfares, nympheas, jazmines, buganvillas, palmeras, cocoteros, bananeros, bambús... y adornado con fuentes, cuencas, chorros de agua, jarras en cerámica, alamedas, pérgolas...
En 1937 el artista crea un color azul, azul de ultramar a la vez intenso y claro: el azul Majorelle, con el que pinta las paredes de su chalet, luego todo el jardín para hacer un cuadro vivo que abre al público en 1947. 
A raíz de un accidente de coche, Majorelle se repatría a París dónde desaparece en 1962. El jardín se deja entonces en abandono.

### Yves Saint-Laurent
En 1980 Yves Saint-Laurent y su pareja sentimental Pierre Bergé fundan la «Association pour la Sauvegarde et le Rayonnement du Jardin Majorelle», readquieren el chalet taller y el jardín que hacen restaurar y desarrollar en el espíritu del autor del lugar incrementando el número de especies vegetales del jardín de 135 a más de 300. Conservan la parte de vivienda para su uso privado y transforman el taller en Museo de arte islámico de Marrakech abierto al turismo o exponen su colección personal de objetos de arte Islámico del Magreb, Oriente Medio, de África y Asia: Joyas, armas, textiles, alfombras, revestimientos de madera, alfarería, cerámicas arabescas, telas y dibujos del artista.
Actualmente, el jardín está cuidado por 20 jardineros y es una de las atracciones turísticas más importantes de Marrakech.

## Colecciones
El jardín alberga especies vegetales de los cinco continentes destacando su colección de cactus y de Bougainvillea. 
El jardín da cobijo a más de 15 especies de pájaros, que se pueden encontrar solamente en el área del Norte de África.

## Galería

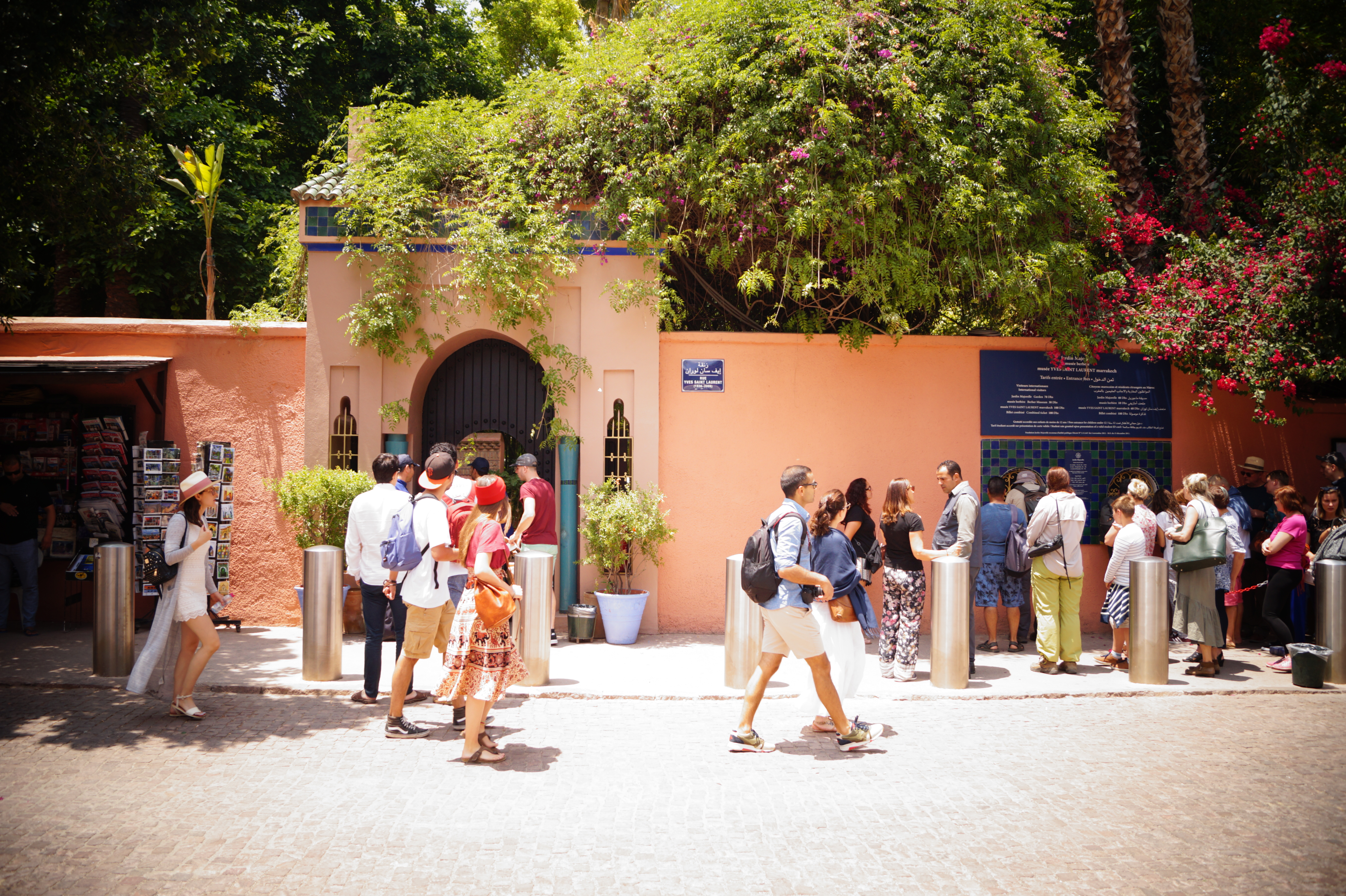
Acceso al jardín
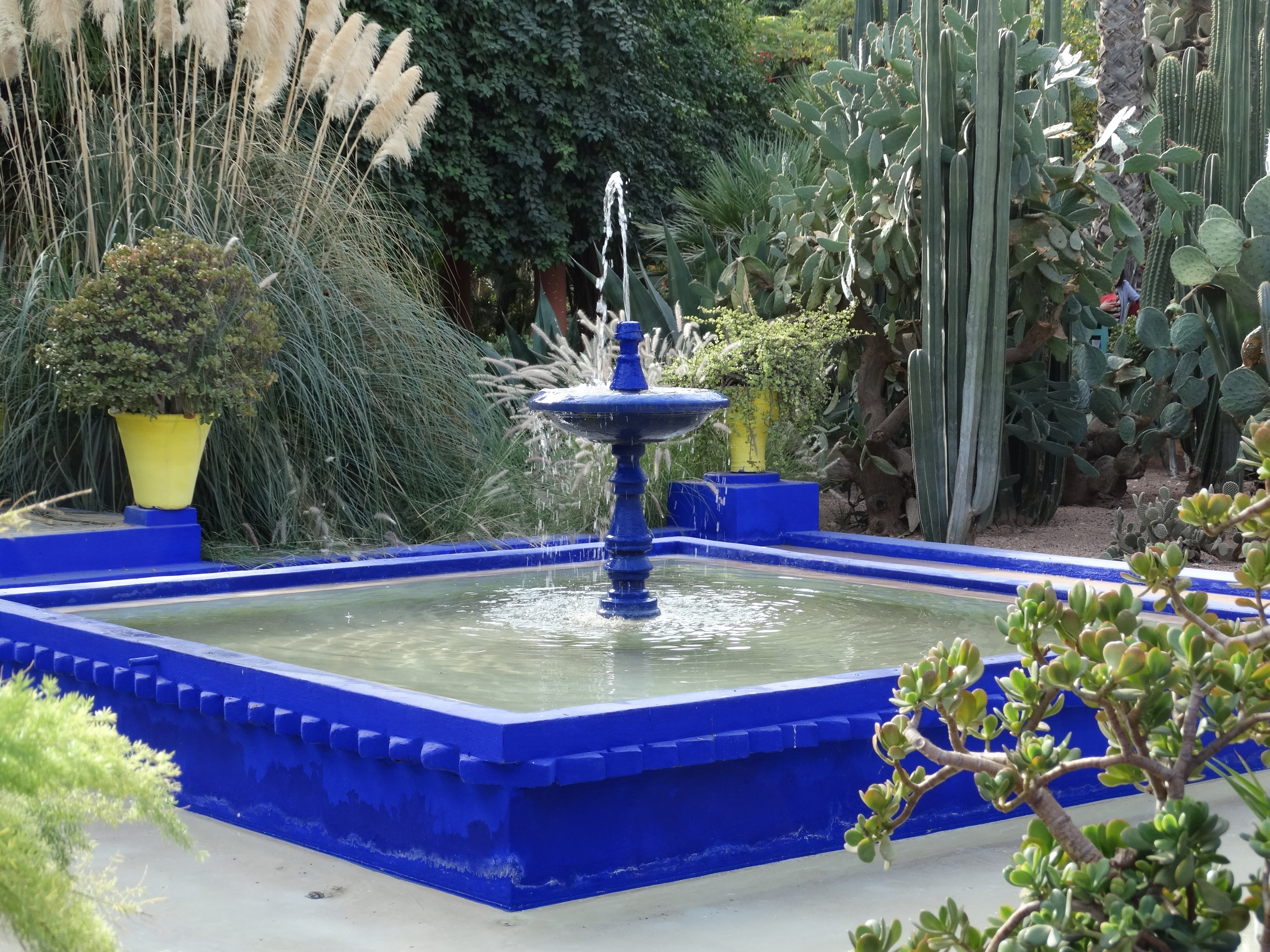
Fuente
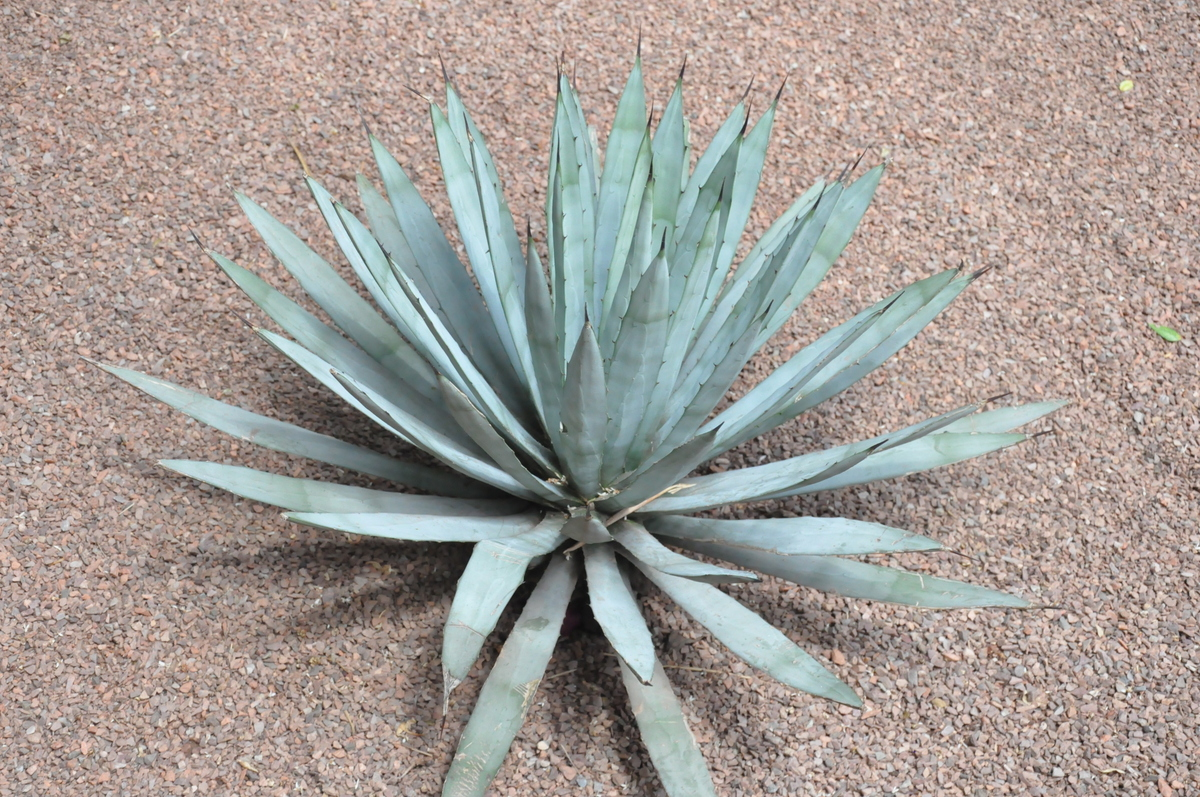
Agave presente en el jardín
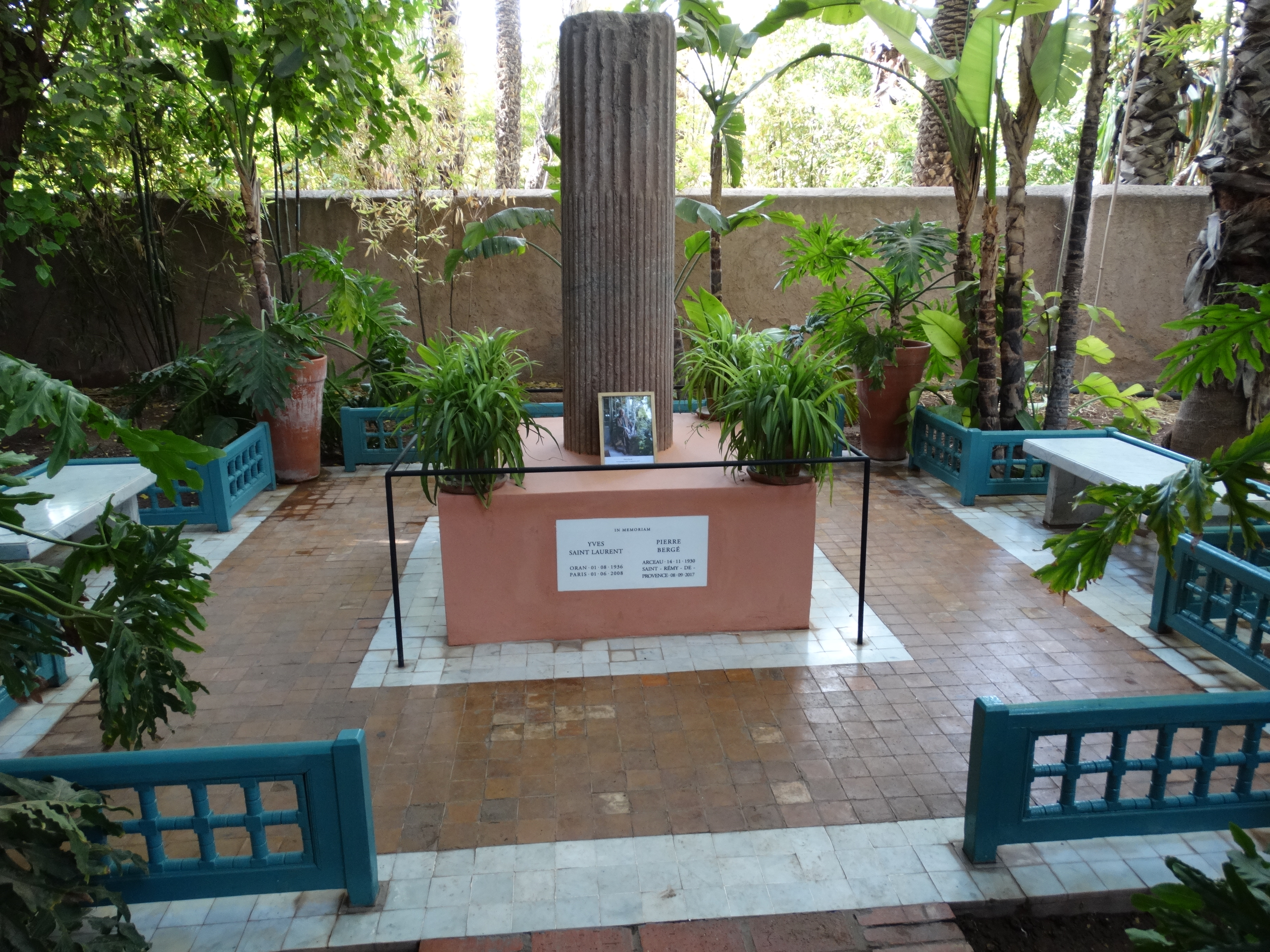
Memorial Yves Saint-Laurent
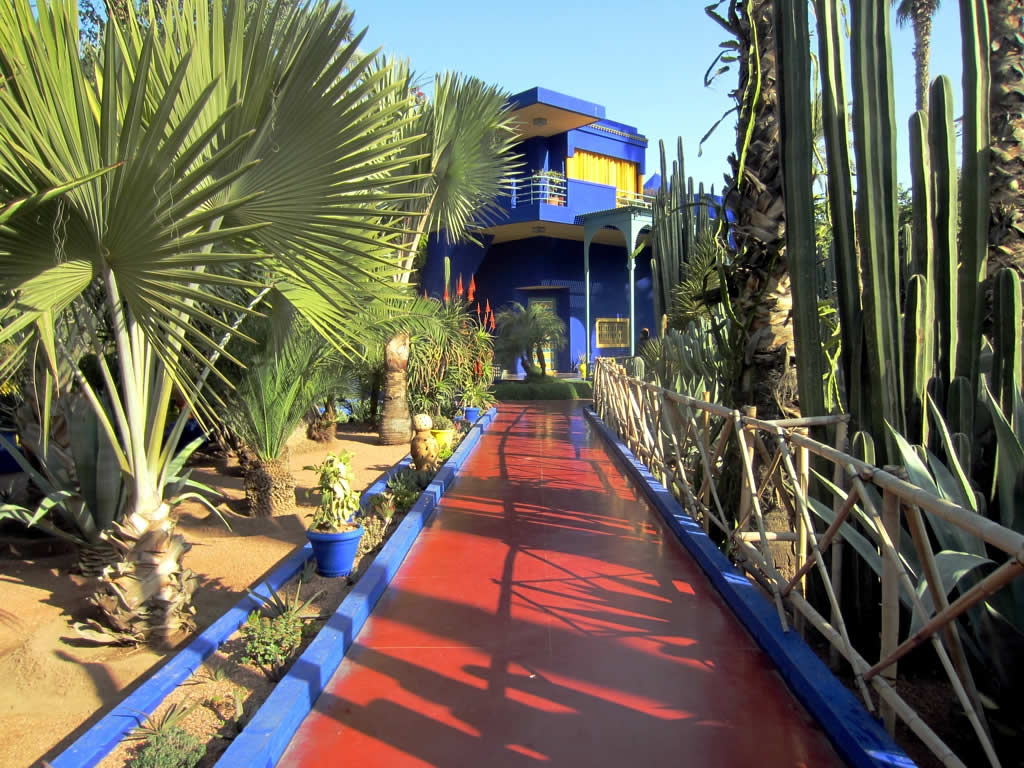
Vista del museo
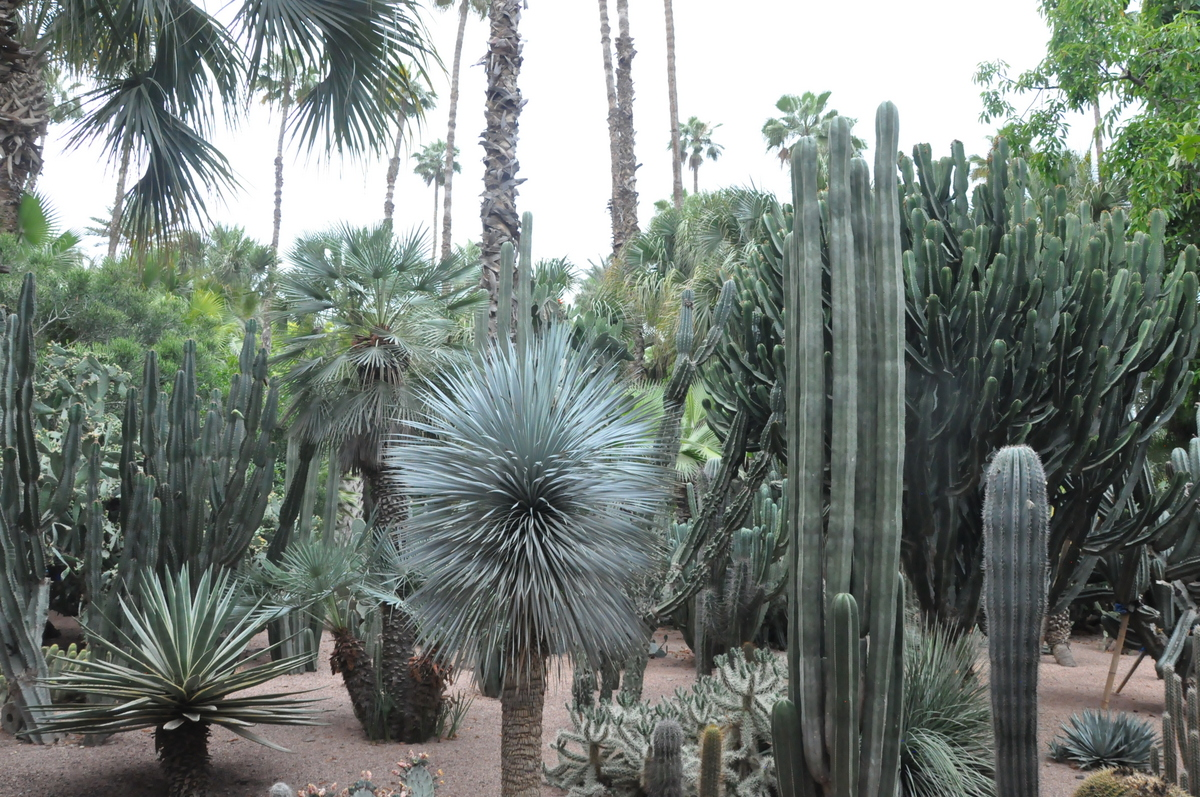
Distintas especies de cactos en el jardín